# Cruzália

Cruzália este un oraș în São Paulo (SP), Brazilia.